# Hebe Camargo
Hebe Maria Camargo (Taubaté, São Paulo, 1929. március 8. – São Paulo, 2012. szeptember 29.) brazil televíziós műsorvezető, színésznő, énekesnő. 
Énekesnőként érte el legnagyobb sikereit, legismertebb dala pedig a Mambo Italiano, mely világszerte örökzöldnek számít.

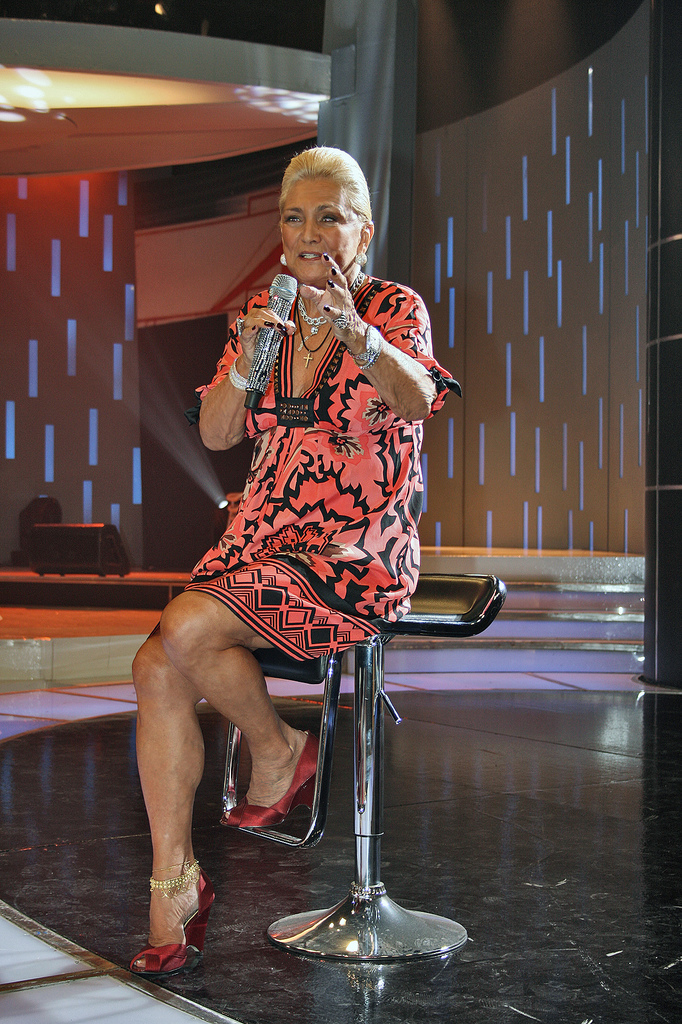
Hebe Camargo

## Filmográfia

### Film
- 2009 - Xuxa e o Mistério de Feiurinha
- 2005 - Coisa de Mulher (Chick Thing)
- 2000 - Dinosaur (Portuguese dubbing)
- 1960 - Zé do Periquito
- 1951 - Liana, a Pecadora
- 1949 - Quase no Céu

### Televízió
- 2010 - Fantástico
- 2010 - SBT Brasil
- 2009 - Elas Cantam Roberto
- 2009 - Vende-se Um Véu de Noiva
- 2007 - Amigas e Rivais
- 2003 - Romeu e Julieta Versão 3
- 2000 - TV Ano 50
- 1995 - A Escolinha do Golias
- 1990 - Romeu e Julieta Versão 2
- 1980 - Cavalo Amarelo
- 1978 - O Profeta
- 1970 - As Pupilas do Senhor Reitor
- 1968 - Romeu e Julieta Versão 1
- 1950 - Primeira Apresentação Musical da TV Brasileira

## Lemezei
- Hebe e Vocês (1959)
- Festa de Ritmos (1961)
- Hebe Camargo (1966)
- Maiores Sucessos (1995)
- Pra Você (1998)
- Como É Grande o Meu Amor Por Vocês (2001)

## Fordítás
- Ez a szócikk részben vagy egészben  a   Hebe Camargo című angol Wikipédia-szócikk fordításán alapul.  Az eredeti cikk szerkesztőit annak laptörténete sorolja fel. Ez a jelzés csupán a megfogalmazás eredetét és a szerzői jogokat jelzi, nem szolgál a cikkben szereplő információk forrásmegjelöléseként.